# Bienes y servicios
En economía, los bienes y servicios son el resultado de los esfuerzos humanos para satisfacer las necesidades y deseos de las personas. 
La producción económica se divide en: 
1. Bienes físicos: los bienes son objetos que pueden ser vistos y tocados, tales como libros, plumas, sal, zapatos, sombreros y carpetas.
2. Servicios intangibles: los servicios son realizados por profesionales, tales como doctores, jardineros, dentistas, peluqueros o camareros.

Se asume que el consumo de bienes y servicios provee de utilidad (satisfacción) al consumidor.
La división de los consumibles en bienes físicos y servicios intangibles es una simplificación: no son categorías discretas. La mayoría de teóricos de negocios ven un continuo entre servicios puros y bienes mercancía en ambos extremos. La mayoría de productos caen entre estos dos extremos. Por ejemplo, un restaurante provee un bien físico (comida preparada), pero también ofrece el servicio en forma de ambiente, preparación y limpieza de mesas, etc. Y aunque algunas utilidades, tales como los proveedores de electricidad, proporcionan exclusivamente servicios, otras ofrecen bienes físicos, tales como el agua. Para la contratación del sector público en la Unión Europea, el suministro de electricidad se define como bien, más que servicio.
Los bienes normalmente son estructurales y pueden ser transferidos en un instante mientras que los servicios se entregan en un periodo de tiempo. Los bienes pueden ser devueltos mientras que un servicio no. Los bienes no son siempre tangibles y podrían ser virtuales como por ejemplo un libro digital en vez de un libro de papel.
La teoría de marketing hace uso del continuo de bienes y servicios como un concepto importante que «permite a los marketers ver la proporción relativa de bienes y servicios en un producto total».